# پتار ایوانوف (قایقران روئینگ)
پتار ایوانف (ایتالیایی: Pietro Ivanov; ۱۸۹۴ – ۱۹۶۱ (۶۶−۶۷ سال)) قایقران روئینگ اهل ایتالیا بود.
وی در مسابقات کشوری و بین‌المللی در مجموع برندهٔ ۱ مدال طلا، ۱ مدال برنز شده‌است.